# Tofig Yagublu
Tofig Rashid oghlu Yagublu (en àzeri: Tofiq Rəşid oğlu Yaqublu), més conegut com a Tofig Yagublu, (Shua-Bolnisi, RSS de Geòrgia, 6 de febrer de 1961) és un polític i periodista azerbaidjanès, vicepresident del partit Müsavat entre 2010 i 2018 i membre del centre de coordinació del Consell Nacional de Forces Democràtiques (CNFD). Detingut i empresonat diverses vegades, Amnistia Internacional l'ha reconegut com a pres de consciència.

## Orígens i trajectòria
Yagublu va néixer el 6 de febrer de 1961, al poble de Shua-Bolnisi, en aquell moment República Socialista Soviètica de Geòrgia (Unió Soviètica). El 1989, va sol·licitar la retirada de l'afiliació al Partit Comunista de la Unió Soviètica. Va participar en la Guerra de l'Alt Karabakh i va ser presentat dues vegades pel títol d'Heroi Nacional de l'Azerbaidjan, però al final, no va ser premiat per diversos motius. El 2012, el diari en línia Yeni Müsavat va començar a publicar el diari de guerra de Yagublu.
Està casat i té dues filles i un fill. El 2012, una de les seves filles, Nigar Hazi, va ser empresonada. La seva altra filla, Nargiz Yagublu, va morir el 2015.
Yagublu es va unir al partit Müsavat el 1992. Durant la presidència d'Abulfaz Elchibey, va ser el primer cap adjunt del poder executiu del districte de Binagadi, Bakú.

## Detencions
Ha estat detingut diverses vegades des del 1998, any que va ser condemnat a dos anys de presó suspesa per participar en protestes contra el règim d'Ilham Alíev. El 4 de febrer de 2013 va ser condemnat a cinc anys de presó per participar en unes altres protestes antigovernamentals. El 2014, el Tribunal de Delictes Greus de Shaki va ratificar la sentència de cinc anys de presó, oficialment per incitar a la violència massiva. El 17 de març de 2016 va ser indultat per decret presidencial. L'octubre de 2019, va ser detingut durant 30 dies per desobeir les ordres policials durant les protestes pacífiques, segons el relat oficial.

### Detenció el 2020
Segons el Ministeri de l'Interior de l'Azerbaidjan, cap a les 15 hores del 22 de març de 2020, al districte de Nizami de Bakú, un Toyota Corolla conduït per ell va xocar amb un Lada Riva conduït per Elkhan Jabrayilov. No obstant això, la filla de Yagublu, Nigar Hazi, va dir que quan estaven dins del seu cotxe estacionat, un altre cotxe els va envestir, mentre Jabrayilov el conduïa tot increpant-lo amb queixes.
Nemat Kerimli, un dels defensors de Yagublu, va afirmar que els investigadors eren parcials i va explicar que la policia «havia confiscat el telèfon mòbil de Yagublu i no el tornaria. Yagublu havia gravat al seu telèfon com, després de l'accident de trànsit, va ser atacat per l'home, que més tard va ser reconegut com a víctima». No obstant això, el cap del servei de premsa del Ministeri de l'Interior, Ehsan Zahidov, va dir que «tot i que l'accident va ser causat per Tofig Yagublu, ell va iniciar un conflicte i va colpejar Elkhan Jabrayilov i la seva dona Javahir Jabrayilova amb punys i clau anglesa, provocant-los lesions de diversa gravetat». L'Oficina de Policia del Districte de Nizami va obrir una causa penal en virtut de l'article 221.3 del Codi Penal de l'Azerbaidjan (hooliganisme, ús d'armes o objectes utilitzats com a armes si això va acompanyat de violència contra la víctima o destrucció o dany a la propietat d'altres persones). En conseqüència, va ser detingut com a sospitós. L'endemà, Yagublu va ser castigat amb tres mesos de reclusió i portat a la presó 3. No obstant això, no va acceptar la causa penal i va dir que el van «calumniar». Va dir que el judici estava esbiaixat i «complint l'ordre polític» de la direcció azerbaidjanesa. La seva filla Nigar Hazi també va negar tots els càrrecs. El 21 de maig, Human Rights Watch va instar les autoritats azerbaidjaneses a alliberar Yagublu.
L'1 de setembre de 2020, el fiscal va declarar al judici del Tribunal del Districte de Nizami, presidit pel jutge Nariman Mehdiyev, i va demanar que Yagublu fos condemnat a quatre anys i sis mesos de presó. El 2 de setembre, Yagublu va acusar el tribunal i les autoritats d'inventar-se càrrecs contra ell, després va declarar que iniciaria una vaga de fam en protesta contra aquesta arbitrarietat. El 3 de setembre de 2020, va ser condemnat a quatre anys i tres mesos de presó, tot i que no es va aplicar la condemna de forma immediata.

### Detenció el 2021
L'1 de desembre de 2021, la policia de l'Azerbaidjan va dispersar violentament una protesta pacífica al centre de Bakú, i va detenir desenes de manifestants, inclòs Yagublu, que va al·legar que la policia l'havia colpejat severament mentre el gravaven i li exigien que digués davant la càmera que deixaria de criticar el lideratge de l'Azerbaidjan. Human Rights Watch va declarar que va ser colpejat a comissaria i després, una altra vegada, mentre era conduït als afores de Bakú, per a ser llençat a 70 km. del centre de la ciutat, i que «la seva cara i el seu cos mostraven signes clars de maltractament».
El 15 de desembre de 2021, Amnistia Internacional va manifestar que s'havia tornat a detenir a Yagublu i va descriure l'arrest com un atac contra els crítics del govern i les llibertats bàsiques a l'Azerbaidjan.
El 17 de gener de 2022 va ser acusat pel fiscal del districte de Sabail de Bakú d'haver «patit ferides autoinflingides». Segons el ministre d'Afers Exteriors de l'Azerbaidjan, Araz Akbarov, Yagublu va colpejar-se el cap amb la porta d'un cotxe de policies durant la seva detenció per manifestar-se il·legalment a Bakú l'1 de desembre i, posteriorment, es va donar cops de puny a ell mateix durant el seu trasllat a comissaria.